# Liên đoàn bóng đá New Zealand
Liên đoàn bóng đá New Zealand (tiếng Anh: New Zealand Football) là tổ chức quản lý, điều hành các hoạt động bóng đá ở New Zealand. Liên đoàn quản lý đội tuyển bóng đá quốc gia nam và nữ, tổ chức các giải bóng đá như vô địch quốc gia và cúp quốc gia. Liên đoàn bóng đá New Zealand gia nhập FIFA năm 1948 và OFC năm 1966.